# Villa Caldogno
Villa Caldogno è una villa veneta attribuita all'architetto Andrea Palladio (metà del XVI secolo) che sorge nel comune di Caldogno (provincia di Vicenza, alle porte del capoluogo), nei pressi del centro del paese. Dal 1996 è inserita tra i Patrimoni dell'umanità dell'UNESCO con le altre ville di Palladio del Veneto.

## Storia

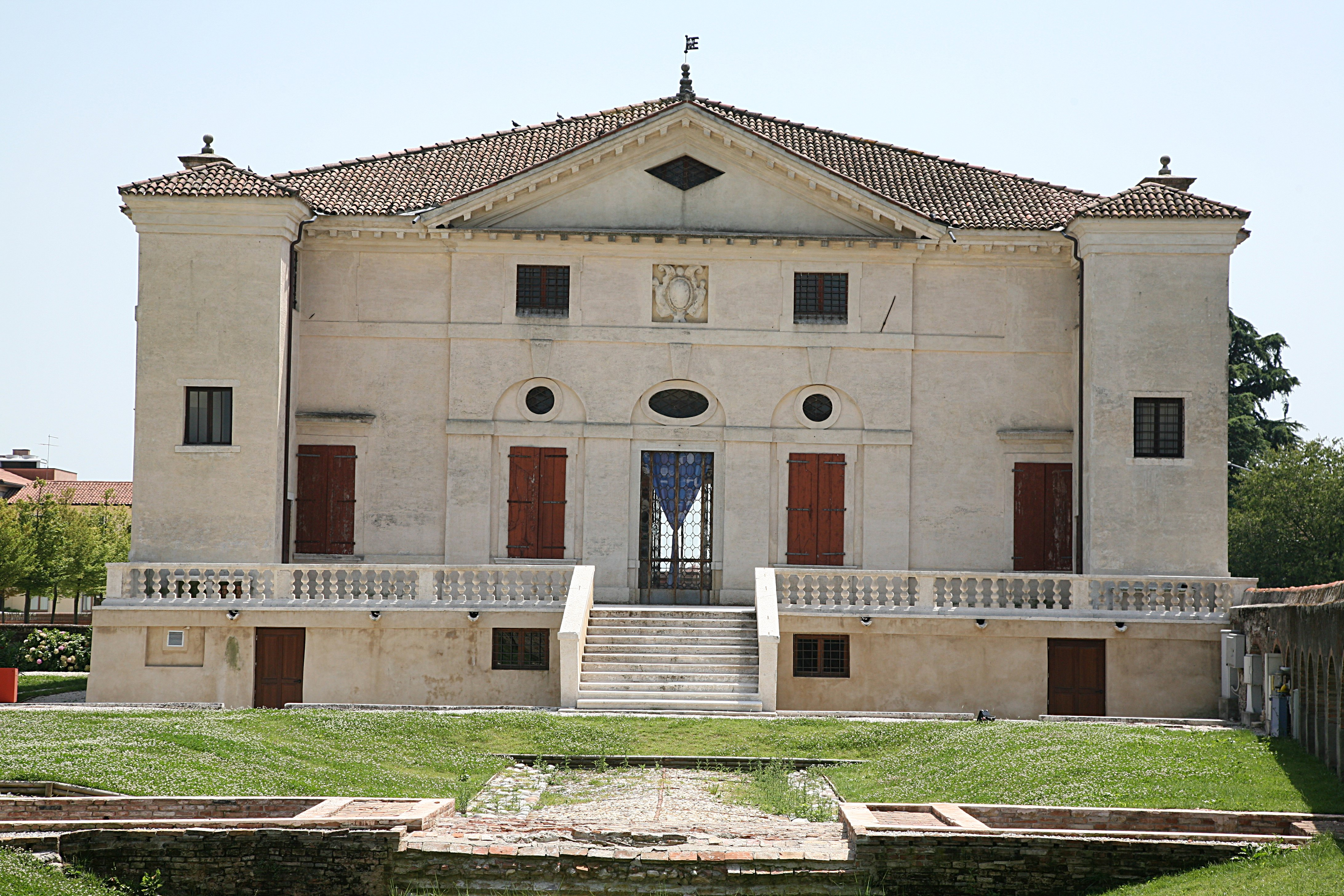
Prospetto posteriore, modificato nel XVII secolo

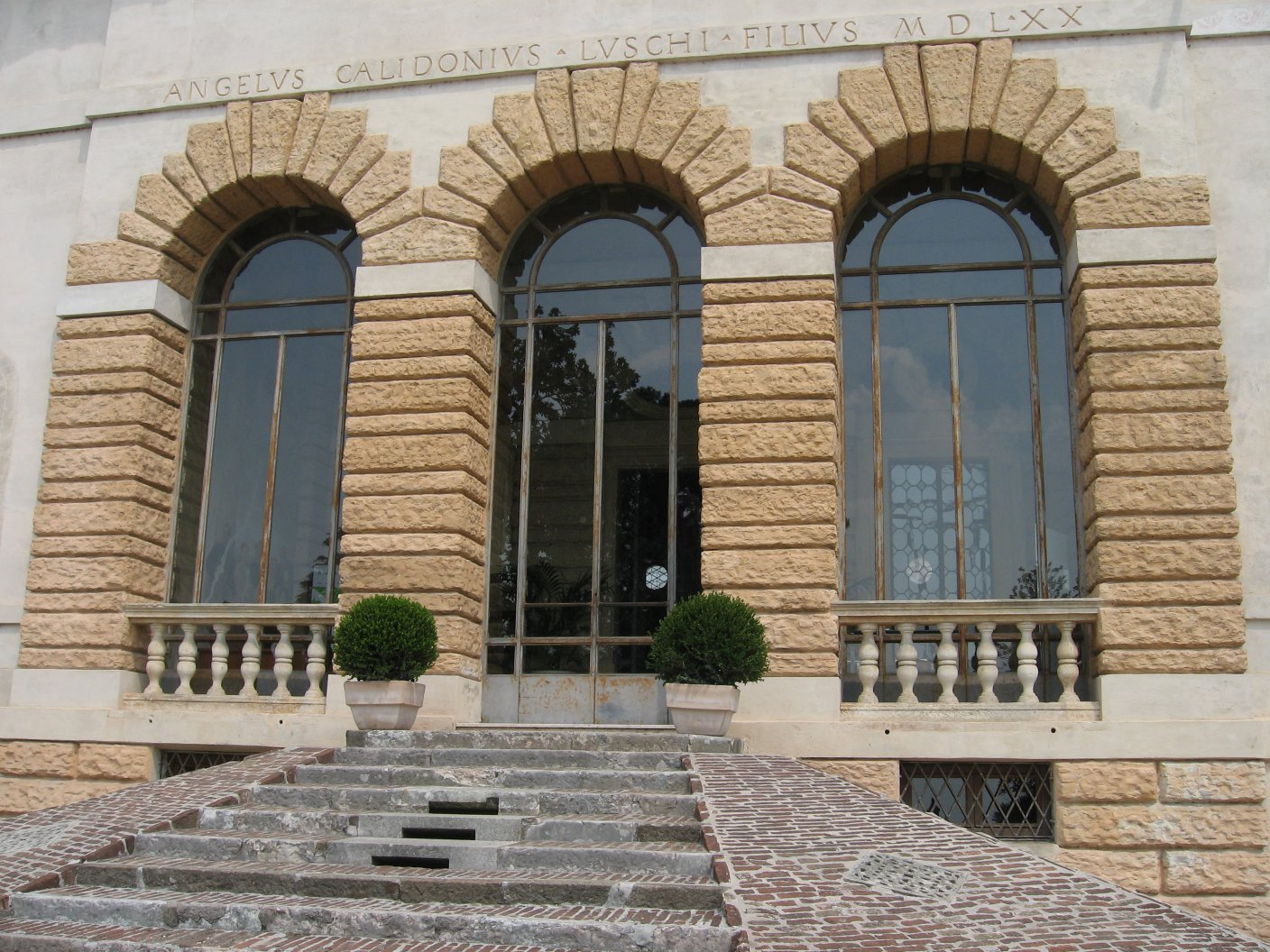
Gli archi a bugnato rustico della loggia

Il committente Losco Caldogno, aristocratico vicentino e attivo commerciante di seta, aveva ricevuto in eredità una corte agricola e numerosi campi a Caldogno nel 1541.
Legato da stretti vincoli di parentela a committenti palladiani come i Muzani e successivamente i Godi di Lugo di Vicenza (Villa Godi), con buona probabilità commissionò a Palladio la ristrutturazione della corte agricola. Non si hanno elementi precisi circa la datazione dell'intervento: è possibile fissare l'inizio dei lavori al 1542, la casa è certamente abitabile nel 1567 e la data “1570” incisa sulla facciata indica probabilmente la fine delle opere di decorazione.
Palladio, amico di famiglia dei Caldogno, operò su una struttura preesistente, forse della prima metà del Quattrocento, ben visibile nel seminterrato.
Questa villa non è inclusa nei Quattro libri dell'architettura; anche se non esistono prove dirette che sia opera dell'architetto veneto, la struttura rimanda ad altre opere palladiane, quali Villa Pisani a Bagnolo di Lonigo (1542) e Villa Saraceno a Finale di Agugliaro (1543).

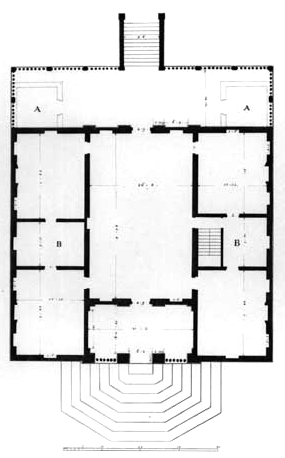
Pianta di Villa Caldogno (disegno di Ottavio Bertotti Scamozzi, 1778)
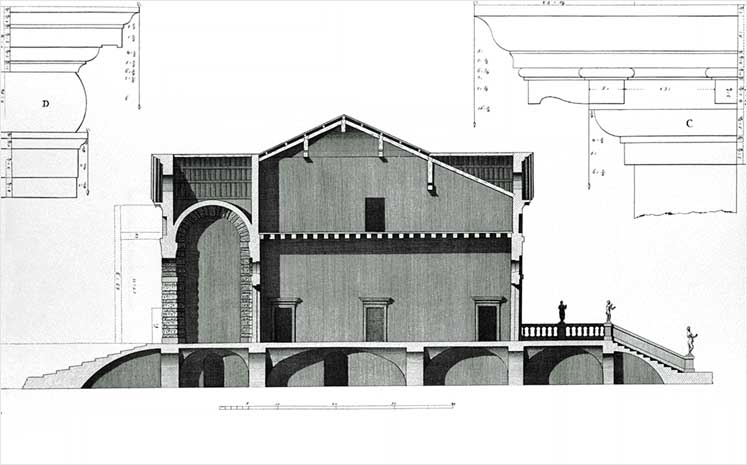
Sezione (Ottavio Bertotti Scamozzi, 1778)

Nel corso del Seicento, una terrazza e due torrette angolari modificano il prospetto posteriore e l'architetto Antonio Pizzocaro aggiunse una colombara e tre barchesse, distanziate e perpendicolari alla villa.
La villa, divenuta di proprietà del comune di Caldogno, è utilizzata per attività ed eventi culturali. Il seminterrato della villa ha ospitato la biblioteca civica, poi trasferita nel 2012 nelle barchesse ristrutturate.
Una parte degli ambienti della villa dagli anni duemila è stata utilizzata per installazioni d'arte contemporanea.

## Descrizione
La facciata principale è caratterizzata da tre grandi archi della loggia dell'atrio d'ingresso, messi in evidenza da una cornice in bugnato rustico di mattoni. Al di sopra si colloca il frontone triangolare.
La planimetria è molto semplice e le stanze non sono perfettamente proporzionate, ma molto probabilmente ciò deriva dal riutilizzo di murature preesistenti. In ogni caso, determinanti per un'attribuzione a Palladio risultano le analogie, soprattutto nel prospetto anteriore a tre fornici, con opere come villa Saraceno o la distrutta villa Muzani.

### Interni e decorazione

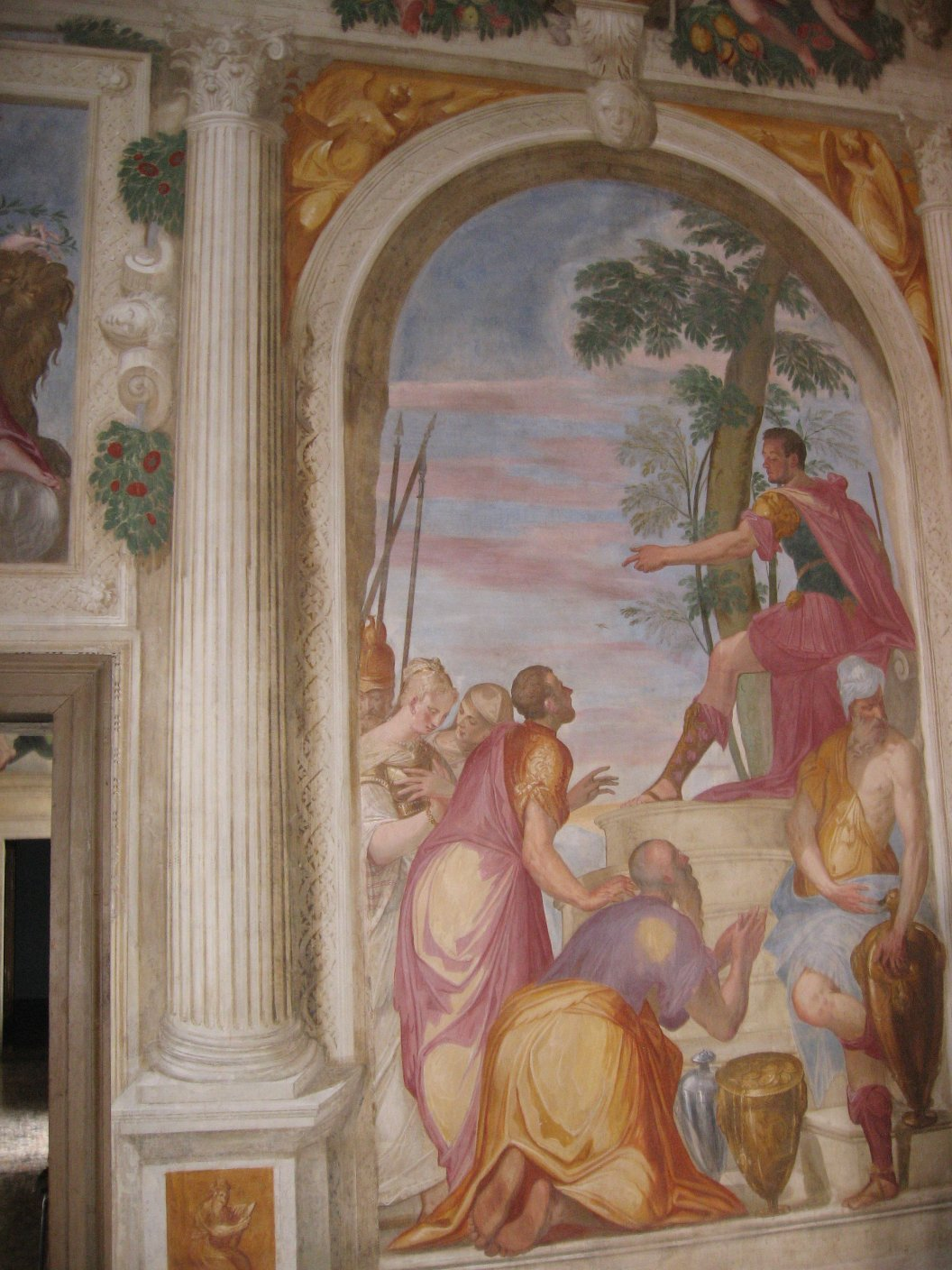
Episodi della vita di Scipione, attribuiti a Giovanni Battista Zelotti

Un'iscrizione nella facciata (Angelus Calidonius Luschi Filius MDLXX) attesta il completamento dell'edificio nel 1570 da parte di Angelo Caldogno, figlio del committente originale, ma probabilmente tale data si riferisce alla conclusione della sontuosa decorazione interna ordinata da Angelo.
L'atrio presenta una decorazione con paesaggi di genere, concerto e il circolo degli dei dell'olimpo nel soffitto. 
Il grande salone centrale venne affrescato creando un'architettura illusoria di un porticato interno sostenuto da giganteschi telamoni di marmo, all'interno del quale si svolgono momenti tipici della vita in villa dell'aristocrazia del tempo: il gioco delle carte, la danza, il concerto e la merenda portata a due innamorati: frutta e un vassoio di dolci a forma di ciambella, i bussolà veneziani.
Le due stanze più grandi di sinistra sono dotate di camino e furono affrescate, intorno al 1570, da Giovanni Antonio Fasolo e Giovanni Battista Zelotti, con storie romane: presentano le vicende della giustizia di Scipione e della regina Sofonisba. Non mancano altri giochi illusori, come le finte porte dipinte, da cui escono dei personaggi.
In seguito Giulio Carpioni, qui nella sua prima opera in affresco, realizzò la decorazione di parte di una saletta intermedia nel lato occidentale che era stata ricavata dalla demolizione di una scala nel 1646. Lo stanzino del Carpioni mostra episodi ispirati al poema pastorale Il Pastor fido di Giovanni Battista Guarini, a testimonianza che i temi bucolici e pastorali, tanto in voga alla fine del Cinquecento, erano ancora apprezzati nel Seicento s.e.a..
A Costantino Pasqualotto sono attribuiti i fregi visibili nella parte alta delle pareti delle sale a destra del salone, le uniche decorazioni antiche visibili in quell'ala dell'edificio.

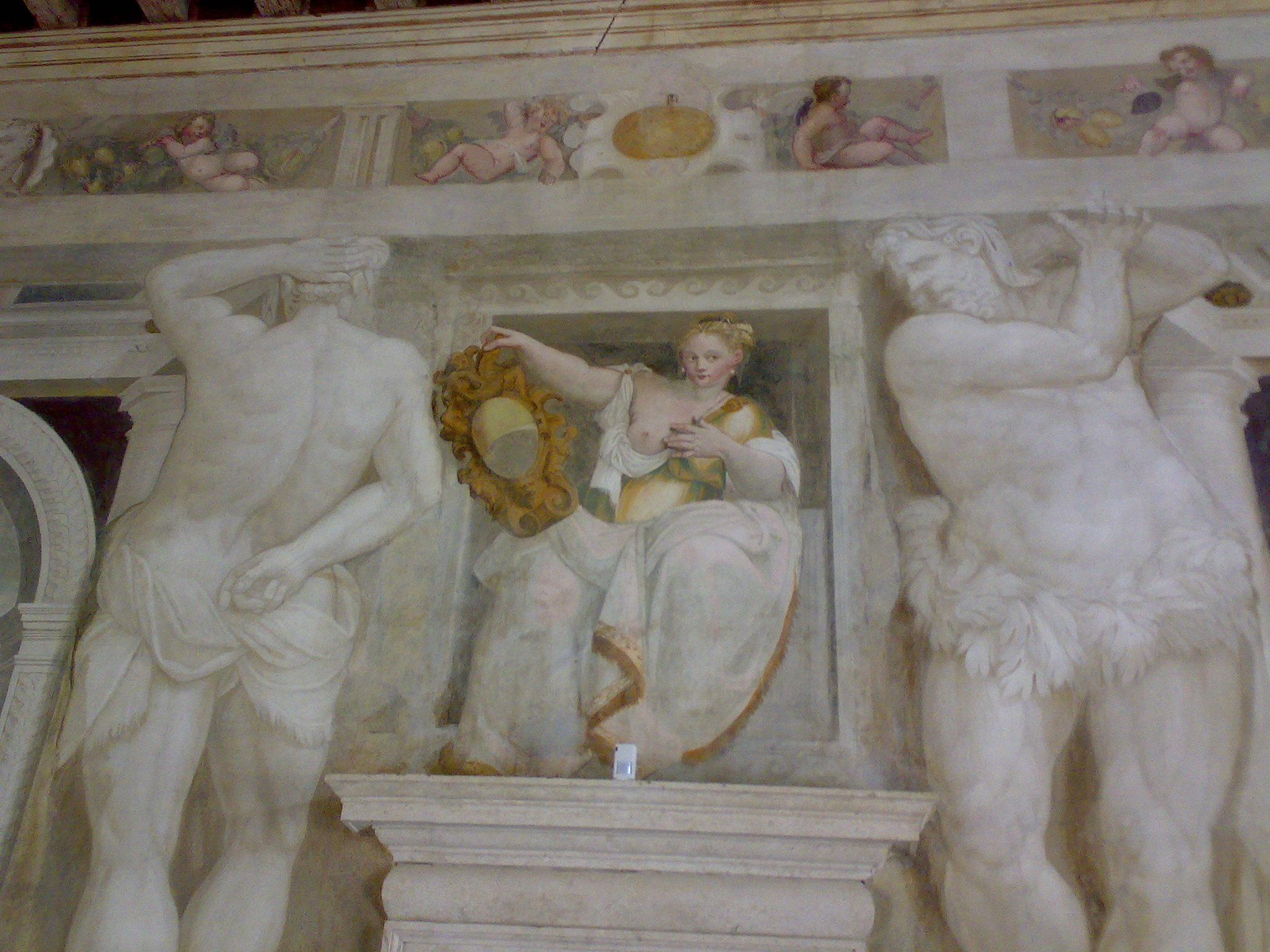
Affreschi del salone, attribuiti a Giovanni Antonio Fasolo
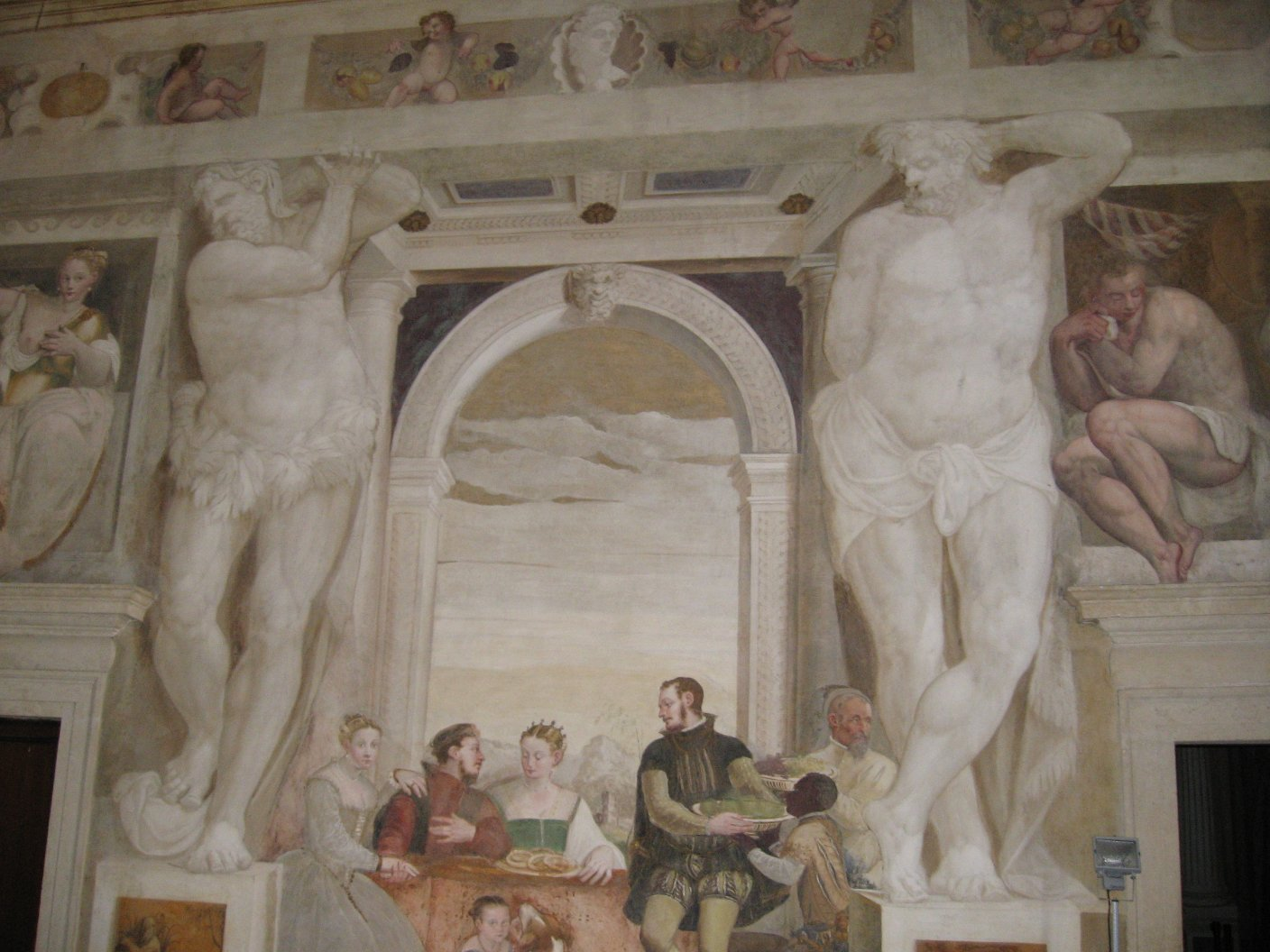
Affreschi del salone
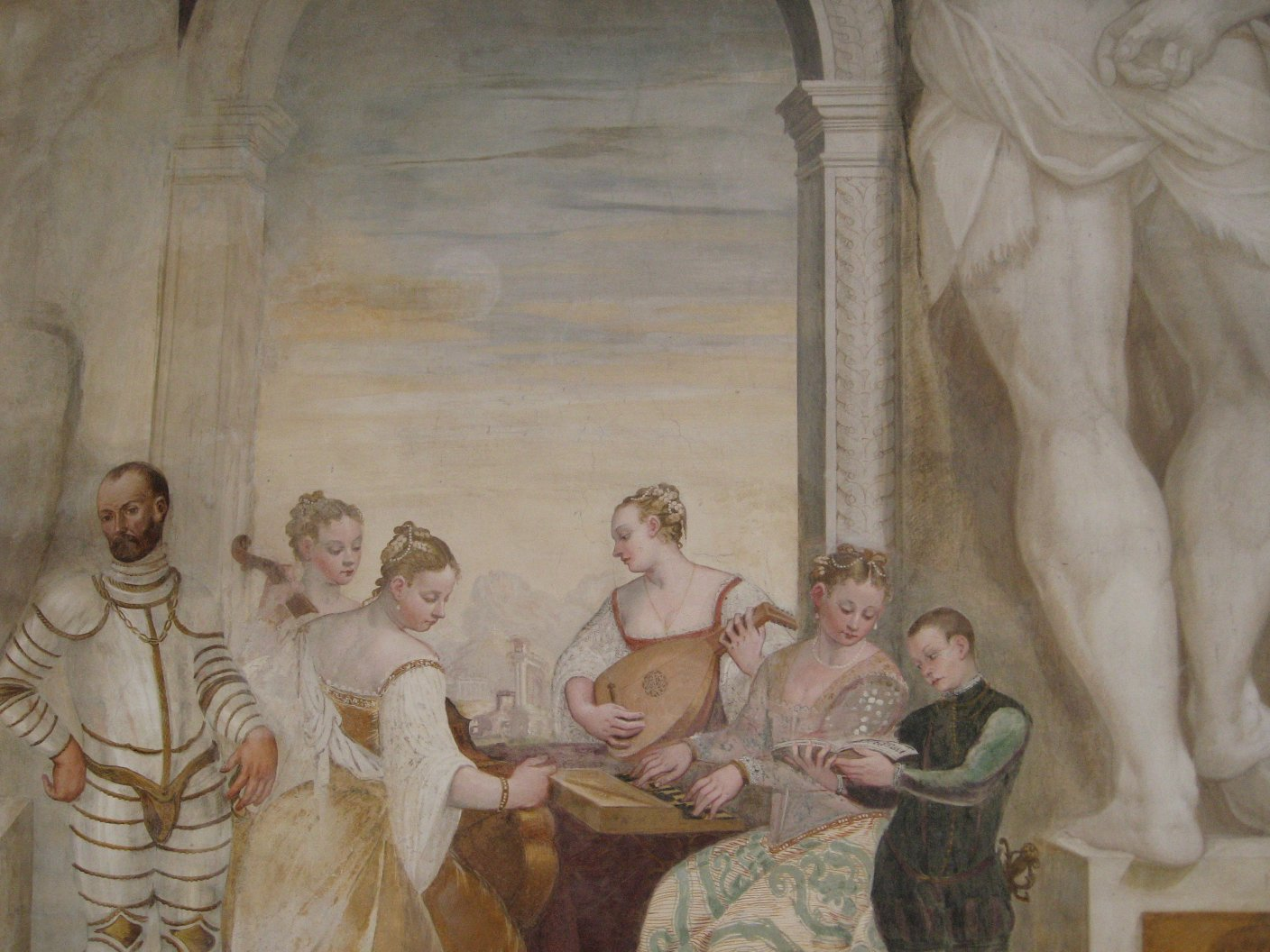
Affreschi del salone
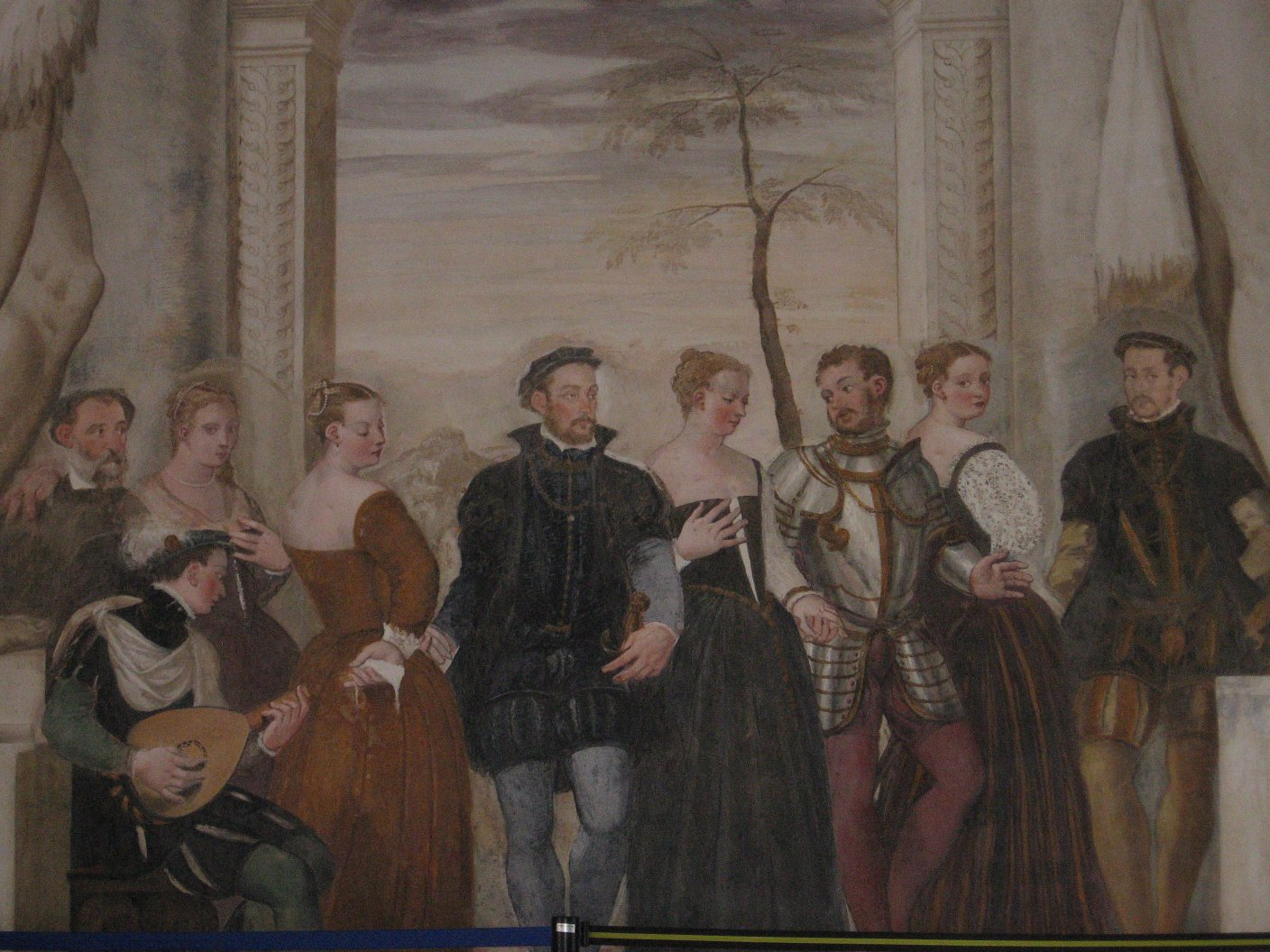
La danza
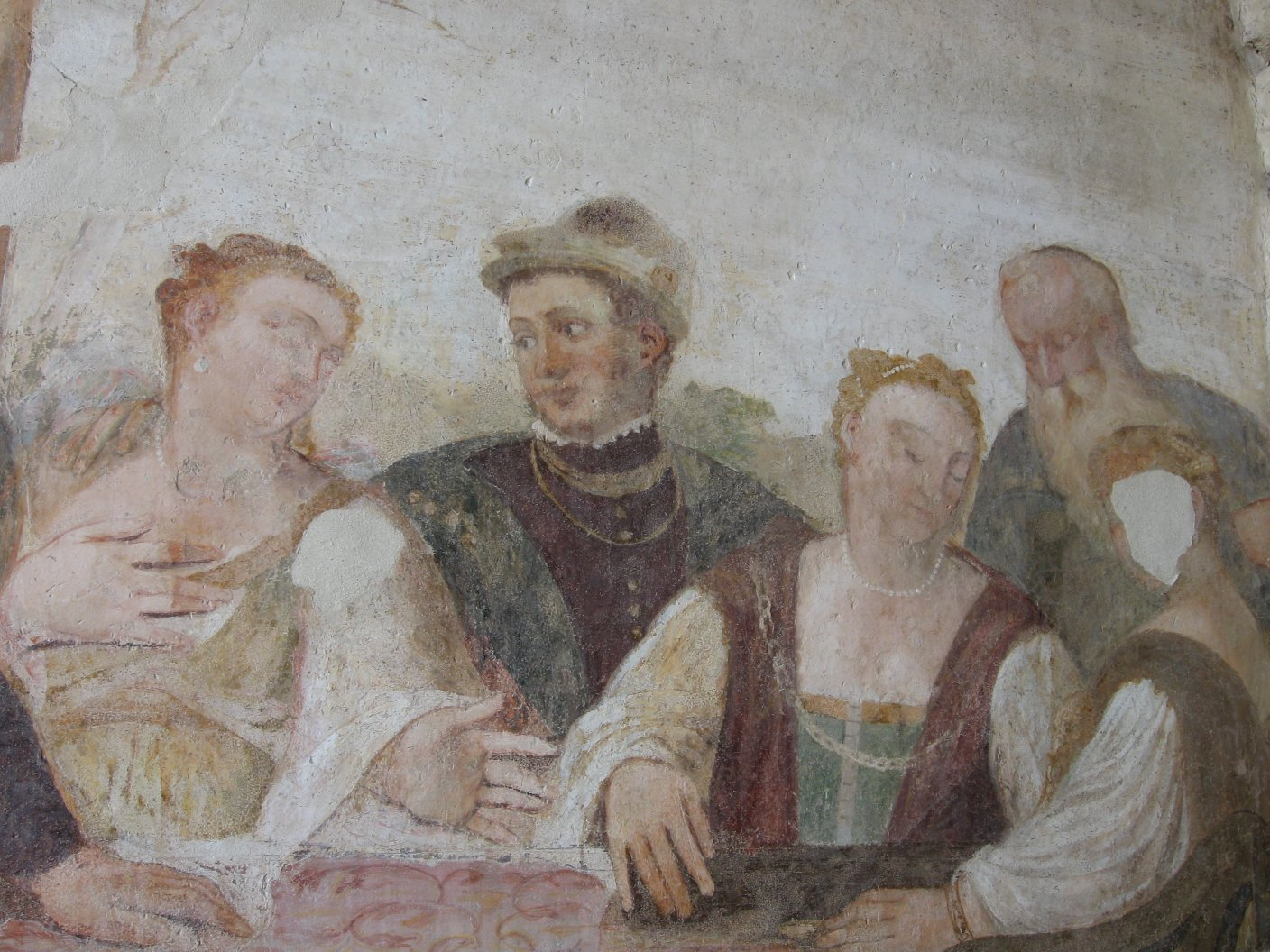
Momenti di vita in villa
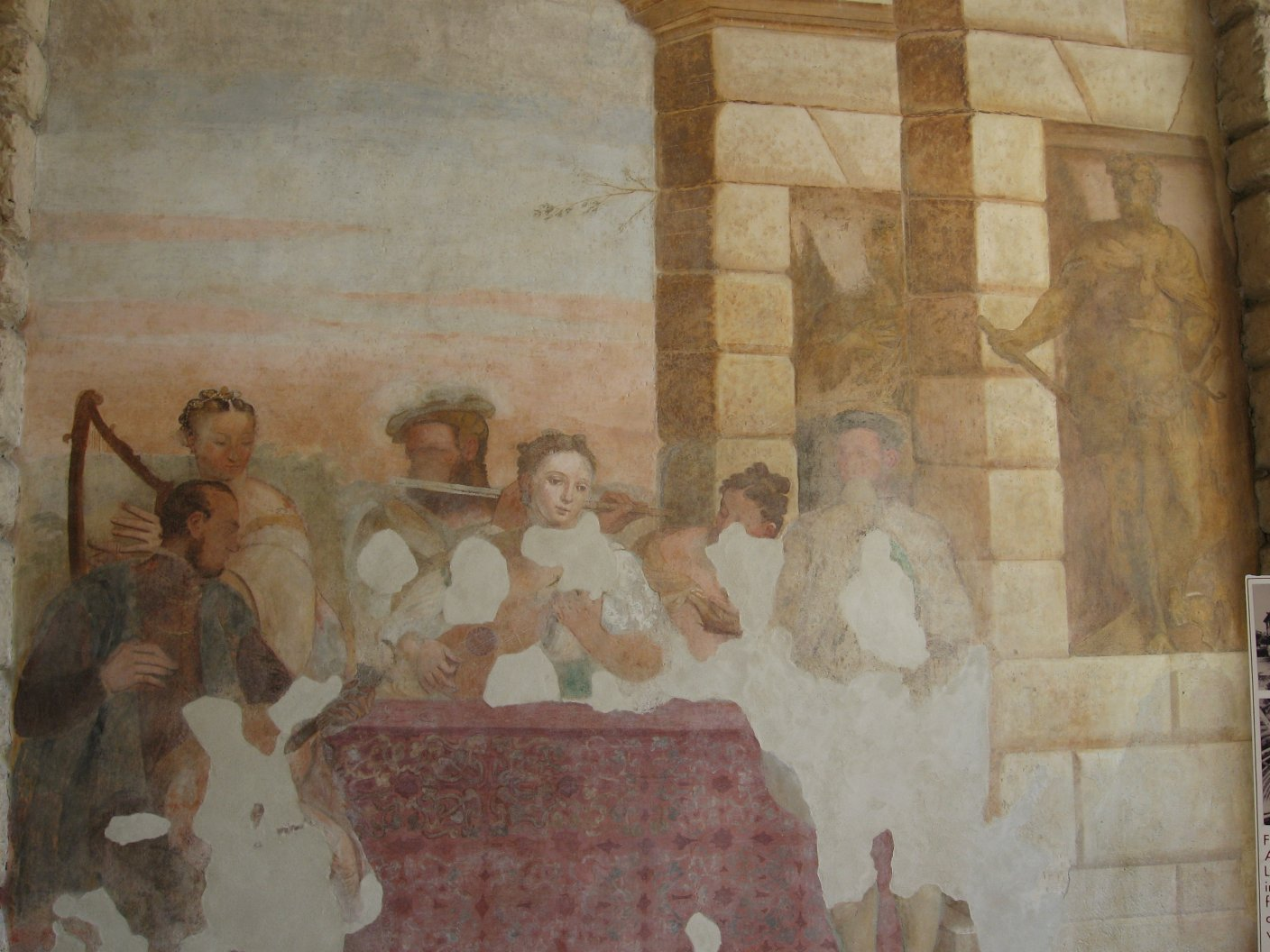
Il concertino
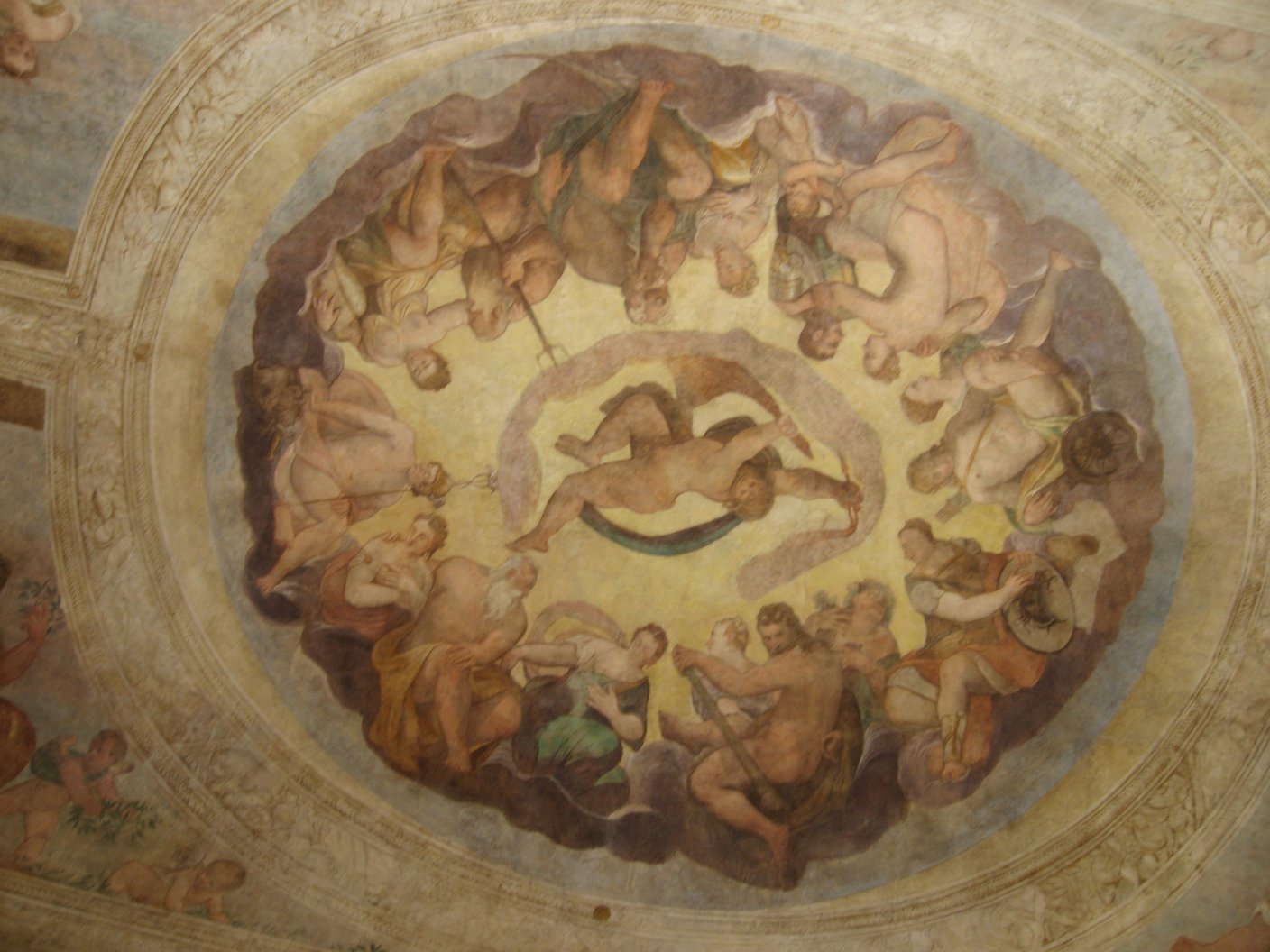
Affresco del soffitto della loggia, attribuito a Giovanni Antonio Fasolo e altri
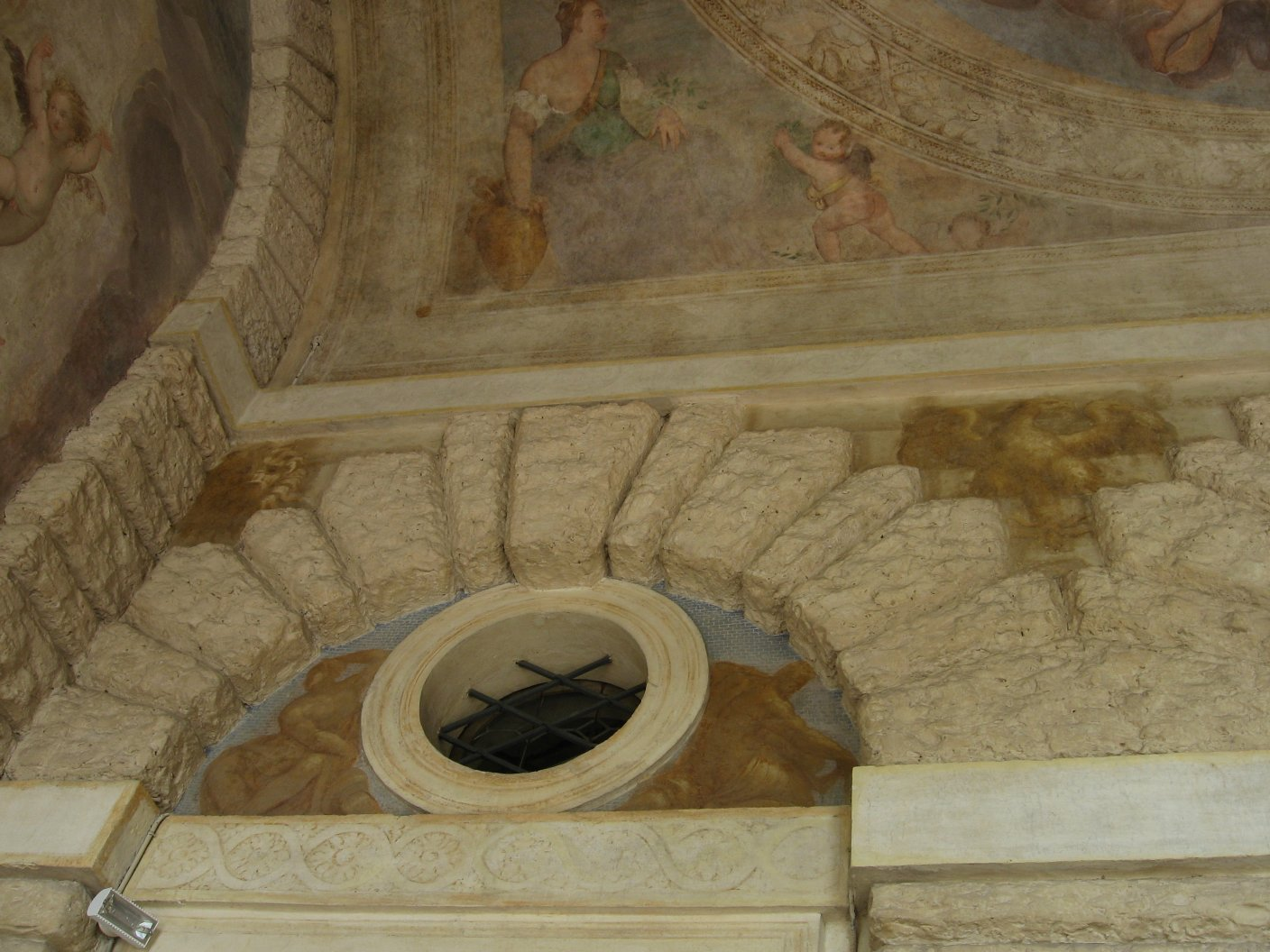
Dettaglio della decorazione della loggia

### Pertinenze

Immagine storica

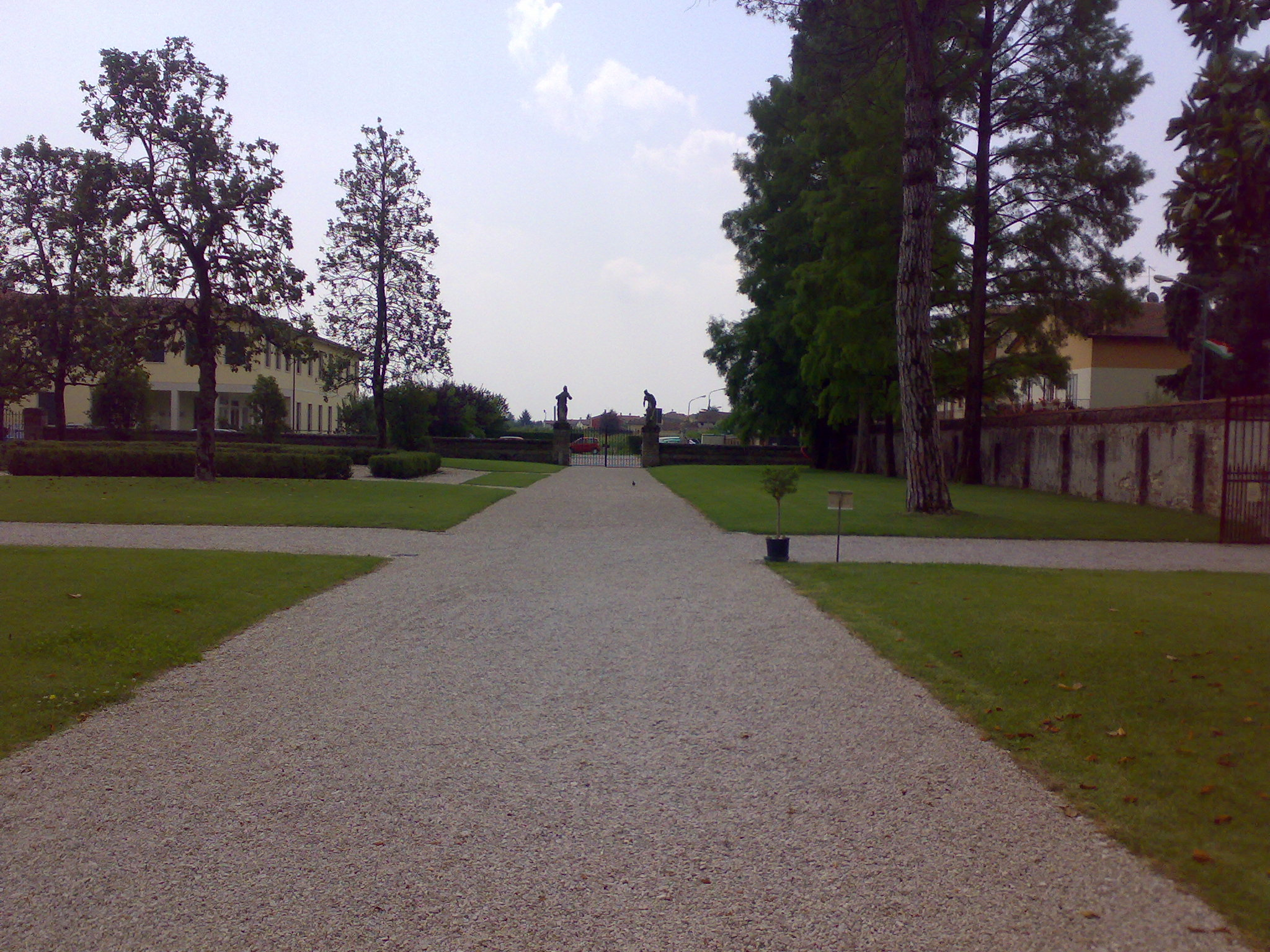
Il parco (parte anteriore)

Del complesso della villa fanno parte anche tre barchesse, che ospitano la biblioteca comunale dal 2012; una colombara.
Il parco ospita un bunker realizzato verso la fine della seconda guerra mondiale (la villa era sede del comando tedesco). Nel parco della villa, durante il suo restauro, è stata posta in luce una peschiera cinquecentesca adiacente all'edificio.